# Association Sportive Dakar Sacré-Cœur
L'Association Sportive Dakar Sacré-Cœur, semplicemente nota come Dakar Sacré-Cœur, è una squadra di calcio senegalese con sede a Dakar.
Fondato nel 2005, il Dakar Sacré-Cœur gioca le sue partite casalinghe allo Stadio Demba Diop.

## Storia
Nato nel 2005, il Dakar Sacré-Cœur ha istituito una partnership con il club francese del Lione.
Nel 2017 ha vinto la Ligue 2, venendo promosso in Ligue 1.
Nella stagione 2023-2024 ha conquistato un terzo posto nella prima divisione senegalese, che è il suo miglior risultato di sempre nel massimo torneo nazionale del Paese africano.

## Strutture

### Stadio
Il Dakar Sacré-Cœur gioca le sue partite a Dakar, allo Stadio Demba Diop, avente una capienza di 30 000 posti.

## Palmares

### Competizioni nazionali
- Ligue 2 (Senegal): 1

2017